# Severo (conde da Hispânia)
Severo (em latim: Severus) foi um oficial romano do século IV, ativo sob o imperador Constantino (r. 306–337). Era possivelmente filho de Acílio Severo, cônsul em 323. Era homem claríssimo e serviu como conde da Hispânia entre 333 e 335, sendo talvez sucedido por Caio Ânio Tiberiano.